# Carl Harald Brummer
Pour les articles homonymes, voir Brummer.

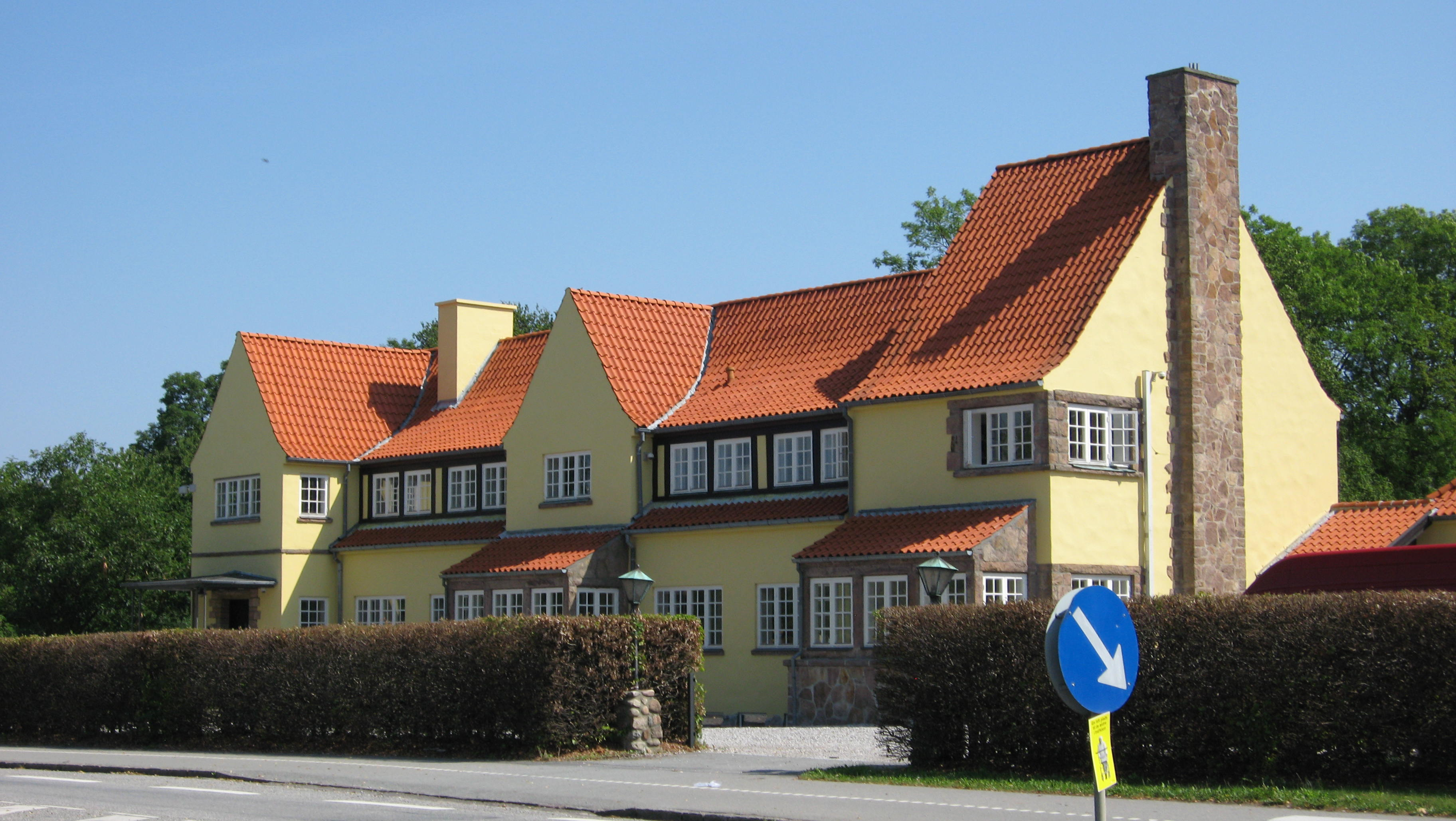
Køllesgård Inn, Humlebæk (1932)

Carl Harald Brummer, né le 12 juillet 1864 et mort le 14 février 1953, est un architecte danois influent dans la conception des maisons au début du XXe siècle.

## Biographie
Brummer est né en Bogense. Après avoir fréquenté l'Académie danoise de 1888 à 1896, il a travaillé pour Ferdinand Meldahl et Hermann Baagøe Storck. Il s'est d'abord fait connaître pour Ellestuen, une maison de campagne conçue librement et très différente des maisons conventionnelles au Danemark. Il est rapidement devenu l'un des architectes danois les plus importants pour la conception de maisons privées entre le début du XXe siècle et la Première Guerre mondiale, y compris Svanemøllevej 56 (1904) et Lundevangsvej 12 (1908), tous deux à Copenhague, ou la villa de Johannes Palmer Hartmann à Gand. Il s'est également inspiré de l'architecture de la fin du XVIIIe siècle, par exemple pour concevoir la Villa Heymans en 1907, avant d'adopter le style néoclassique et d'expérimenter d'autres approches, y compris des conceptions fonctionnelles simplifiées que l'on peut voir dans Gurre Church (1918) et sa propre maison (1920),. Il est mort à l'âge de 88 ans à Skovshoved.